# Isla Hinchinbrook
La isla Hinchinbrook (en inglés: Hinchinbrook Island) es una isla situada en la parte sur de Alaska, en los Estados Unidos de América. Se encuentra en el golfo de Alaska, en la entrada del Prince William Sound, al este de la isla Montague, y al oeste de la isla Hawkins. La isla Hinchinbrook tiene una superficie de 445,438 km² (37.ª mayor de EE. UU.) y 35 kilómetros de largo, localizada a unos 24 kilómetros de la ciudad de Cordova. Tenía una población permanente de solo cinco residentes en el Censo de 2000. La isla está en el área delimitada del bosque nacional Chugach.
El faro del cabo Hinchinbrook se sitúa al sudoeste de la isla. También en el lado suroeste se encuentra el pueblo abandonado de Nuchek en  Port Etches  (bahía). La Corporación Chugach Alaska ahora dirige el Nuchek Spirit Camp  en ese sitio.
Durante la Guerra Fría, una instalación de radar  del gobierno de EE. UU., White Alice,   estaba ubicada en la esquina noreste de la isla. Este sitio ahora está abandonado, y todo lo que queda es un sendero al antiguo sitio de la antena en una pequeña colina al suroeste y varios de los edificios. El cercano Boswell Bay Airport es la pista de aterrizaje que anteriormente servía al sitio. Algunas casas comprenden la aldea de Boswell Bay, al otro lado de la bahía, hacia el sur. El estado de Alaska mantiene Boswell Bay Marine State Park cerca de Boswell Bay.

## Historia
Su nombre le fue dado en 1778 por James Cooken honor al vizconde Hinchinbroke. Sin embargo fue nombrada de manera diferente en visitas sucesivas: como isla de Santa María Magdalena o de la Magdalena por el capitán español Ignacio de Arteaga en 1779, Rose Island dado por el capitán John Meares de la Royal Navy en 1788. El capitán ruso Mikhail Tebenkov adaptó el nombre esquimal como Khtahalyuk en un mapa en 1852, mostrado anteriormente en un mapa ruso de 1802 como Tkhalka.
En 1792, se produjo una batalla en la isla Hinchinbrook entre nativos tlingit de Yakutat y un grupo de rusos y sugpiaq kodiakos liderados por Alexander Baranov. Los tlingit probablemente habían llegado a la isla en busca de represalias después de que sugpiaq de Chugach los allanasen el año anterior.
En 1797, Baranov visitó el fuerte Konstantinovsk, construido por la Compañía Lebedev-Lastochkin, en la isla que él llamó isla Nuchek. La mayoría de esos hombres se unieron luego a su Compañía Shelikhov-Golikov.: 8–9 
A mediados de mayo de 1920, el Armeria, un barco de 1502 toneladas del Servicio de Faros de los Estados Unidos, quedó varado en las rocas cerca del cabo Hinchinbrook. Intentaba rescatar a la barcaza Haydn Brown, pero terminó siendo una víctima. La tripulación de 36 hombres fue rescatada por el vapor Almirante Sampson. El buque, valorado en $ 344,000, se convirtió en una pérdida total. Se rescató parte de la carga de carbón, boyas y suministros valorada en $70,000, para los faros del área.